# 清水英太朗
清水 英太朗（しみず えいたろう、生没年不詳）は、日本の俳優である。旧芸名清水 英朗（しみず ひでお）。清水 英郎の表記もみられる。「マキノトーキーのスター」として知られる。

## 人物・来歴
生年不詳である。
記録の上で初めてその名が登場するのは、サイレント映画時代の最末期、1935年（昭和10年）7月18日に公開された、京都・松竹下加茂撮影所製作、大内弘主演、笠井輝二監督によるサウンド版『第二新選組』である。当時の芸名は「清水 英朗」であり、脇役の俳優であった。同年後半に製作された井上金太郎監督のトーキー『蹴手繰り音頭』前・後篇に脇役である「鬼勘」の役で出演し、前篇が同年10月31日、後篇が同年11月14日に公開されたが、その後松竹キネマを退社し、同年12月末、太秦帷子ヶ辻中開町（現在の右京区太秦堀ヶ内町）に、牧野省三の長男であるマキノ正博がトーキー（映音式）のための新しい撮影所を建設した新会社、マキノトーキー製作所を設立、これに参加する。
1936年（昭和11年）1月、マキノトーキー製作所がその陣容を発表した際に、「技芸部男優」として、同様に松竹下加茂撮影所から移籍した月形龍之介、大内弘らとともに設立メンバーに名を連ねる。当初、脇役の俳優であり、出演記録に残るものも少ないが、同社で初めて記録にあらわれるのは、同年5月14日に公開された、日活から参加した澤村國太郎主演、松田定次・マキノ正博共同監督による『弥太郎笠 前篇』における「乾分玉蔵」役であった。同年6月5日に公開された月形龍之介主演、久保為義監督による『黒蜻蛉』は、現在5分の断片が現存状態であるが、「地頭 栗原勇之進」役で出演していることが明らかになっている。同年8月7日に公開された澤村國太郎主演、マキノ正博・広瀬五郎・根岸東一郎共同監督による『八州侠客陣』では、平手造酒役を得た。
伊藤大輔が1927年（昭和2年）に手がけたサイレント映画『忠次旅日記』三部作の脚本を原作に、同社は『國定忠治 信州子守唄』を製作、同年2月18日に公開していたが、国定忠治を演じた主演俳優・月形龍之介が同社を退社し、続きがつくれなくなっていた。そこで同社は、従来脇役俳優であった清水を忠治役に抜擢、芸名も「清水 英太朗」と改めさせて、『忠治活殺剱』を製作する。同作は、同年12月6日に公開され、以降、清水は主演俳優として同社を支えていくこととなる。同社は1937年（昭和12年）4月に解散、葉山純之輔、大内弘ら大半の俳優は新興キネマへ移籍したが、解散後の清水の動向は不明である。
1941年（昭和16年）8月、明石潮の主宰する「新潮劇団」に加盟、京都の三友劇場での『遠山政談刺青奉行』等の舞台に出演した記録が残っている。以降の出演記録は不明であり、間もなく時代は第二次世界大戦に突入し、消息は不明である。没年不詳。

## フィルモグラフィ
すべてクレジットは「出演」である。公開日の右側には役名、および東京国立近代美術館フィルムセンター（NFC）所蔵等の上映用プリントの現存状況についても記す。同センター等に所蔵されていないものは、とくに1940年代以前の作品についてはほぼ現存しないフィルムである。

### 松竹下加茂撮影所
すべて製作は「松竹下加茂撮影所」、配給は「松竹キネマ」である。特筆以外はトーキーである。
- 『第二新選組』 : 監督笠井輝二、主演大内弘、サウンド版、1935年7月18日公開
- 『蹴手繰り音頭 前篇』 : 監督井上金太郎、主演坂東好太郎、1935年10月31日公開 - 鬼勘
- 『蹴手繰り音頭 後篇』 : 監督井上金太郎、主演坂東好太郎、1935年11月14日公開 - 鬼勘

### マキノトーキー製作所
すべて製作は「マキノトーキー製作所」、配給は「千鳥興行」あるいはマキノトーキーの自主配給である。すべてトーキーである。
配給 千鳥興行
すべて「清水英朗」名義である。
- 『弥太郎笠 前篇』 : 監督松田定次・マキノ正博、主演澤村國太郎、1936年5月14日公開 - 乾分玉蔵
- 『黒蜻蛉』 : 監督久保為義、主演月形龍之介、1936年6月5日公開 - 地頭 栗原勇之進、5分の断片が現存（NFC所蔵[3]）
- 『八州侠客陣』 : 監督マキノ正博・広瀬五郎・根岸東一郎、主演澤村國太郎、1936年8月7日公開 - 平手造酒
- 『裸の礫』 : 監督松田定次・広瀬五郎・根岸東一郎、主演大内弘、1936年9月5日公開

自主配給
すべて「清水英太朗」名義である。
- 『忠治活殺剱』（『忠治活殺剣』） : 監督久保為義・マキノ正博、1936年12月6日公開 - 國定忠治（主演）、58分の復元最長版が現存（NFC所蔵[6]）
- 『赤垣源蔵 徳利の別れ』（『赤垣源蔵』） : 監督マキノ正博・平尾善夫、主演澤村國太郎、1936年12月13日公開 - 勝田新左ヱ門（特別出演）、38分の復元版が現存（NFC所蔵[6]）
- 『神州斬魔剣』 : 監督姓丸浩、1937年1月24日公開 - 主演
- 『喧嘩菩薩』 : 監督牧陶六（マキノ正博）、1937年2月28日公開 - 主演